# Пришельцы с Марса
«Пришельцы с Марса» (англ. Invaders from Mars) — фантастический кинофильм ужасов, режиссёра Тоба Хупера. Ремейк фильма 1953 года.

## Сюжет
Дэвид Гарднер, одиннадцатилетний подросток, проснулся ночью и был ослеплен странной вспышкой, после чего увидел, как недалеко от его дома приземляется корабль инопланетян. Через некоторое время он замечает, что его родители, школьная учительница и знакомые начинают вести себя очень странно. Напрасно Дэвид уверяет взрослых, что своими глазами видел пришельцев: над ним только смеются, потому, что все жители городка находятся под воздействием пришельцев. Агрессивные марсиане вступают в схватку с землянами. Тогда Дэвид с помощью школьной медсестры предупреждает армию, они приходят на помощь жителям городка и уничтожают корабль инопланетян. Дэвид просыпается в холодном поту, оказывается, это был всего лишь кошмарный сон и родители успокаивают его. Но через несколько секунд на Землю приземляется космический корабль, точно такой же, какой он видел во сне…

## В ролях
- Карен Блэк — Линда Магнуссон, школьная медсестра
- Хантер Карсон — Дэвид Гарднер
- Тимоти Боттомс — Джорж Гарднер, отец Дэвида
- Лорейн Ньюман — Элен Гарднер, мать Дэвида
- Джеймс Карен — генерал Климет Уилсон
- Луиза Флетчер — миссис МакКелтч
- Джимми Хант — шеф полиции
- Кристофер Олпорт — капитан Кёртис
- Фил Фондакаро — Дроун (в титрах не указан)